# CCDC86
CCDC86 (англ. Coiled-coil domain containing 86) – білок, який кодується однойменним геном, розташованим у людей на 11-й хромосомі. Довжина поліпептидного ланцюга білка становить 360 амінокислот, а молекулярна маса — 40 236.
| 10         |  | 20         |  | 30         |  | 40         |  | 50         |
| ---------- |  | ---------- |  | ---------- |  | ---------- |  | ---------- |
| MDTPLRRSRR |  | LGGLRPESPE |  | SLTSVSRTRR |  | ALVEFESNPE |  | ETREPGSPPS |
| VQRAGLGSPE |  | RPPKTSPGSP |  | RLQQGAGLES |  | PQGQPEPGAA |  | SPQRQQDLHL |
| ESPQRQPEYS |  | PESPRCQPKP |  | SEEAPKCSQD |  | QGVLASELAQ |  | NKEELTPGAP |
| QHQLPPVPGS |  | PEPYPGQQAP |  | GPEPSQPLLE |  | LTPRAPGSPR |  | GQHEPSKPPP |
| AGETVTGGFG |  | AKKRKGSSSQ |  | APASKKLNKE |  | ELPVIPKGKP |  | KSGRVWKDRS |
| KKRFSQMLQD |  | KPLRTSWQRK |  | MKERQERKLA |  | KDFARHLEEE |  | KERRRQEKKQ |
| RRAENLKRRL |  | ENERKAEVVQ |  | VIRNPAKLKR |  | AKKKQLRSIE |  | KRDTLALLQK |
| QPPQQPAAKI |  |            |  |            |  |            |  |            |

A: Аланін

C: Цистеїн

D: Аспарагінова кислота

E: Глутамінова кислота

F: Фенілаланін

G: Гліцин

H: Гістидин

I: Ізолейцин

K: Лізин

L: Лейцин

M: Метіонін

N: Аспарагін

P: Пролін

Q: Глутамін

R: Аргінін

S: Серин

T: Треонін

V: Валін

W: Триптофан

Кодований геном білок за функцією належить до фосфопротеїнів. 
Задіяний у таких біологічних процесах, як взаємодія хазяїн-вірус, альтернативний сплайсинг. 
Локалізований у ядрі.